# Улица Косыгина (Москва)
У́лица Косы́гина (название присвоено 6 мая 1981 года) — улица в Юго-Западном и Западном административных округах города Москвы на территории Гагаринского района и района Раменки. Проходит от площади Гагарина и Ленинского проспекта до Мосфильмовской улицы параллельно дугообразному изгибу Москвы-реки по кромке Воробьёвых гор. Проезжие части улицы разделяет широкий бульвар. До 6 мая 1981 года эта улица была частью Воробьёвского шоссе.
Слева примыкают улица Академика Зелинского, Университетская площадь, Мичуринский проспект. Справа примыкают 1-й и 4-й Воробьёвские проезды. По мосту проходит над проспектом Вернадского. Нумерация домов ведётся от площади Гагарина.

## Происхождение названия
Названа 6 мая 1981 года в честь А. Н. Косыгина, жившего в доме, в настоящее время имеющий адрес «ул. Косыгина, 8». Первоначально улица называлась улица Алексея Косыгина, что представляло собой «удручающее проявление аппаратно-бюрократического угодничества — стремление всунуть в имя улицы кроме фамилии ещё и инициалы увековечиваемого… Это коснулось первых персон в стране и особенно развилось в годы застоя».

## История
Об истории улицы, см. Воробьёвское шоссе.

## Примечательные здания и сооружения

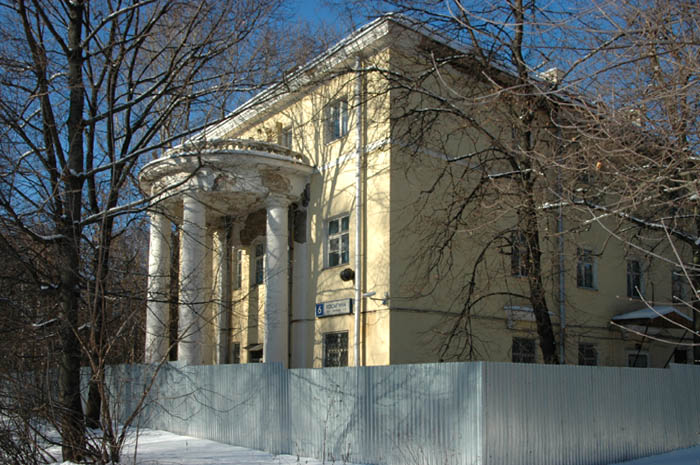
Дом № 6

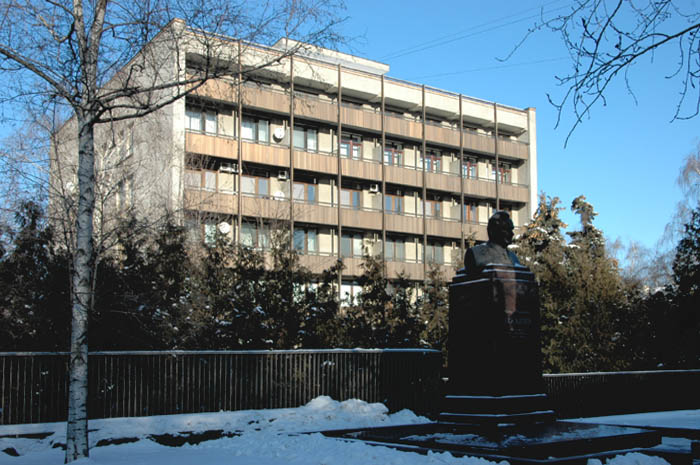
Дом № 8 и памятник Косыгину

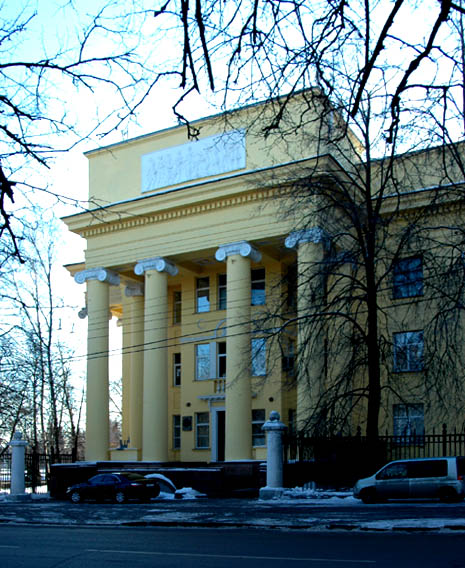
Институт геохимии и аналитической химии РАН

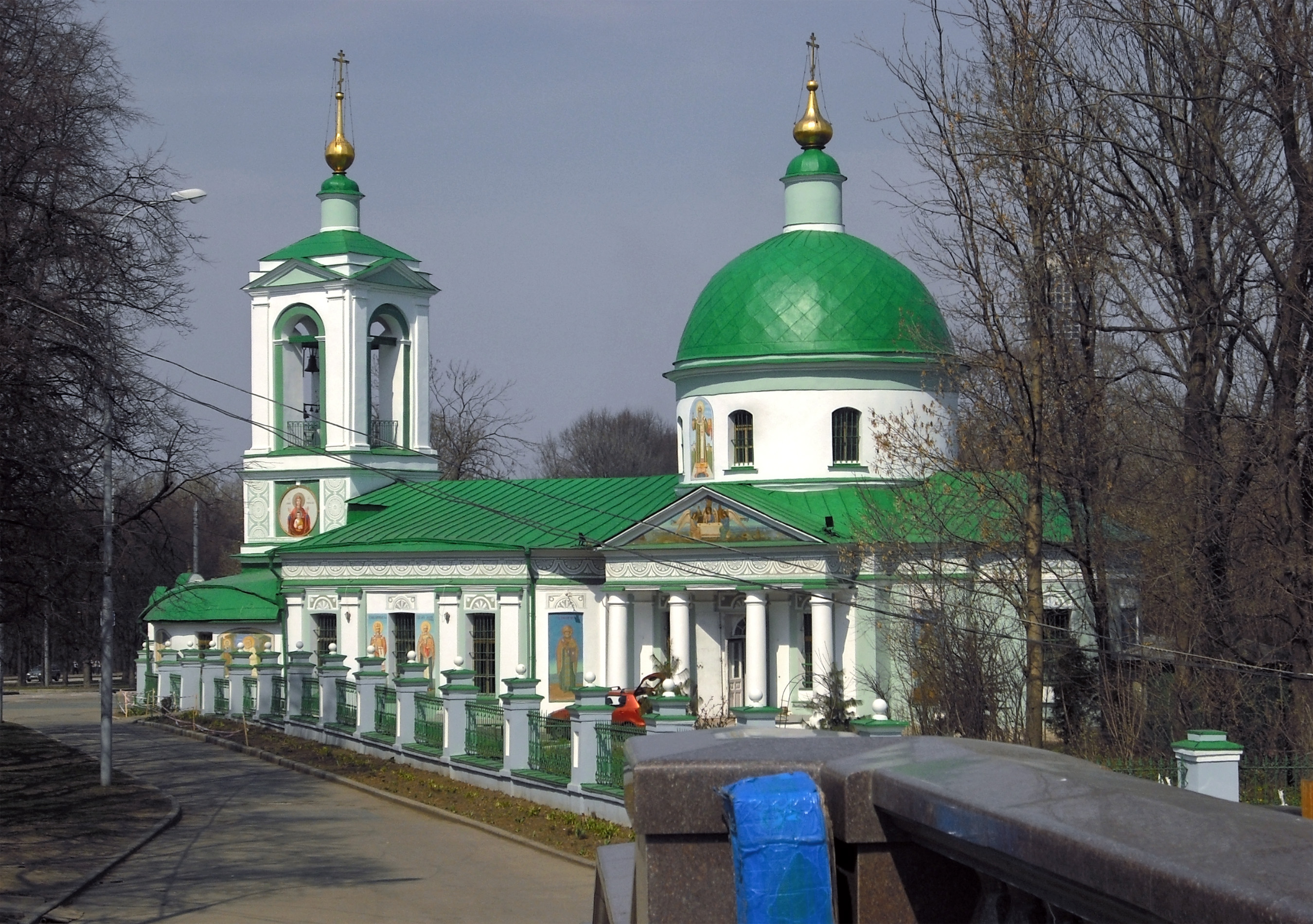
Церковь Троицы в Воробьёве

### По нечётной стороне
- № 5 — жилой дом. Здесь жил лётчик-штурмовик М. Я. Романов.
- № 7 — жилой дом. Здесь жила скульптор О. П. Таёжная[4].
- № 9 — жилой дом. Здесь жил писатель В. О. Осипов.
- № 11 — жилой дом. Здесь жил учёный в области разработки нефтяных и газовых месторождений М. Л. Сургучёв[5].
- № 15 — ныне не существует. Ранее на этом месте располагался Гостиничный комплекс «Корстон-Москва» (бывшая гостиница «Орлёнок»; 1974—1976, архитекторы Ю. Арндт, Т. Владимирова), был снесён в 2020 году. Сейчас на его месте расположена новая штаб-квартира «Яндекса», которой присвоен  адрес улица Академика Зельдовича, 1.
- № 17, корп. 1-8, 11, 27 — Московский городской центр творчества детей и юношества (бывший Дворец пионеров и школьников на Ленинских горах) (1959—1962, архитекторы И. А. Покровский, Ф. А. Новиков, В. С. Егерев, В. С. Кубасов, Б. В. Палуй, М. Н. Хажакян)
- № 19 — Институт геохимии и аналитической химии имени В. И. Вернадского Российской Академии наук (1955, архитекторы С. Е. Чернышёв, А. М. Алхазов). В здании расположены мемориальные кабинеты-музеи В. И. Вернадского и А. П. Виноградова[6].
- № 19, корп. 1 — жилой комплекс «Монолит» (2003—2005, архитектор М. Белов)[7].
- № 67—71 — Киностудия «Мосфильм». В ходе коррупционного скандала в Министерстве обороны стало известно, что дом № 67 «Мосфильму» больше не принадлежит и там проживает бывший министр обороны А. Э. Сердюков. Фигурант уголовного дела Е. Васильева ходатайствовала перед судом о совместном проживании с Сердюковым по этому адресу[8].

### По чётной стороне
- № 2 — Институт физических проблем им. П. Л. Капицы Российской Академии наук (1934—1949, 1950-е, архитекторы И. С. Николаев, Б. М. Иофан, Е. Н. Стамо, Н. В. Марковников, В. С. Попов, при участии Г. А. Асеева)[9]. На территории института расположен дом-музей П. Л. Капицы[10].
- № 4 — Институт химической физики им. Н. Н. Семёнова Российской Академии наук.
- № 4 корп. 1 — Мамонова дача: главный дом бывшего имения М. А. Дмитриева-Мамонова (1760-е, 1820-е гг.)
- № 4 корп. 3 — Здание лаборатории взрывов и горения Института химической физики им. Н. Н. Семёнова (1949, архитектор П. И. Сидоров)[9]
- № 6 — жилой дом Института химической физики им. Н. Н. Семёнова (1949, архитектор П. И. Сидоров)[9]. Стоит в плане сноса.
- № 8 — Жилой дом ЦК КПСС. Здесь жили А. Н. Косыгин, Л. В. Смирнов[11], П. С. Плешаков, М. В. Келдыш.
- № 10 — Особняк, где жили М. С. Горбачёв, его дочь Ирина Верганская, Егор Лигачёв, Валерий Болдин, Гурий Марчук, Дмитрий Язов. В 1999 году помещение на первом этаже и подвале выкупил у местного муниципалитета Игорь Крутой, начатый им полномасштабный ремонт вызвал обращение в суд соседей по дому[12].
- № 20 — Заброшенная эскалаторная галерея станции метро Ленинские горы (действовала в 1959—1984 годах)[13]
- № 28 — Лыжный трамплин (1951—1953)
- № 30 — Церковь Троицы в Воробьёве (1811—1813)
- № 32 — бывшая резиденция Н. С. Хрущёва. Указом мэра Москвы С. С. Собянина от 17 сентября 2013 года двухэтажный особняк площадью более 1000 м² вместе с прилегающим участком природного заказника площадью 2,67 гектаров без какого-либо конкурса был передан в аренду офшорной фирме «Жардин девелопментс ЛТД», связанной с миллиардером Г. Н. Тимченко[14] — «для эксплуатации здания гостиницы». Несмотря на то, что любые строительные работы на земле, принадлежащей заказнику «Воробьёвы горы» законодательно запрещены, для Тимченко здесь были возведены вертолётная площадка, банный комплекс и другие сооружения.

## Памятники и памятные знаки
- Памятник А. Н. Косыгину (2008, скульптор Н. В. Томский)[15][16]
- Скульптура «Мальчиш-Кибальчиш» (1972, скульптор В. К. Фролов, архитектор В. С. Кубасов)[17]
- Памятный камень в районе смотровой площадки «Во имя будущего Москвы, процветающего, здорового города, для счастливых горожан» (1998)

## Интересные места на улице
- Пруд в пойме реки Кровянки (между домами 15 и 17)
- Смотровая площадка Воробьёвых гор, ограждённая балюстрадой из красного гранита (1954)

## Транспорт
По улице проходят электробусы 297, 266.